# Te Awanga
Te Awanga est une petite ville néo-zélandaise située sur la côte Pacifique de l'Île du Nord dans la région de Hawke's Bay. La ville est située à une dizaine de kilomètres à l'est de Hastings et à quinzaine de kilomètres au sud de la ville de Napier.

## Situation
Te Awanga est situé à 39°S et 177°E, le long d’Hawke's Bay sur la côte est de la Nouvelle-Zélande (en) . 
La ville est localisée à 16 kilomètres au sud du centre de la ville de Napier et 12 kilomètres à l’est du centre de la ville de Hastings. 
Elle est à 10 kilomètres à l’ouest du cap Kidnappers. 
La route vers «Cap  Kidnappers», nommée ‘Clifton Road’, passe à travers la ville de Te Awanga sur son chemin vers la ville de Clifton.

## Faune
Te Awanga est située près de cap kidnapper, qui est renommé pour ses colonies de fou austral ou «Morus serrator», en anglais: «Australasian gannet» .

## Plage
Te Awanga est une localité, juste un peu plus petite que Haumoana, qui est située plus bas le long de la côte de Hawke's Bay et constitue la plage de la ville de Napier. 

## Activités
La ville s’est développée autour des activités de villégiature. 
Il y a des magasins, des cafés et des débits de boissons tout près de la ville. 
Les activités les plus communes au niveau de Te Awanga comportent la pèche, la natation, le surf et le bateau à voile. 
Le surf est très populaire surtout quand de grandes vagues viennent de l’est et se dirigent droit vers Hawke's Bay. 
Le fameux parcours de golf de 18 trous de cap Kidnappers (nommé : Cape Kidnappers Golf Course (en))  est aussi situé près de Te Awanga .

## Géographie
La ville de Te Awanga est située dans une zone soumise à une intense érosion de la côte et qui pose des problèmes de protection pour lutter contre cette érosion. 
En effet la ligne de côte de Te Awanga est constamment arasée par la mer en cas de tempêtes et de hautes marées. 
Le retrait à long terme de la côte du fait de l’action de la mer au niveau de  Te Awanga est en moyenne de 0,30 à 0,70 m par an, ce qui est approximativement le même taux d’érosion rencontré à Haumoana .